# Dearborn County
Dearborn County är ett county i delstaten Indiana, USA. År 2010 hade countyt 50 047 invånare (2010). Den administrativa huvudorten (county seat) är Lawrenceburg. 

## Geografi
Enligt United States Census Bureau så har countyt en total area på 795 km². 790 km² av den arean är land och 5 km² är vatten.  

### Angränsande countyn
- Franklin County - nord
- Butler County, Ohio - nordost
- Hamilton County, Ohio - öst
- Boone County, Kentucky - sydost
- Ohio County - syd
- Ripley County - väst